# Elena Suárez Suárez
Agustina Elena Suárez Suárez (Avellaneda, Argentina, 1911 -Caracas, 1988) fue una maestra represaliada antifranquista.

## Trayectoria
Nació en Argentina, donde habían emigrado sus padres, oriundos de Baña. Al regresar a Galicia, se establecieron en Ser, y después en Santa Comba. Ella fue maestra en Freixeiro donde se casó con el abogado y político de Izquierda Republicana en Negreira, Alfredo Caamaño Pato.
Tras el golpe de Estado del 18 de julio de 1936, su esposo huyó. Ella fue detenida y encarcelada en Negreira. Fue juzgada en Santiago de Compostela por incitación a la rebelión el 30 de marzo de 1937 junto con otros 31 vecinos del partido judicial de Negreira y condenada a muerte. Se salvó por ser  ciudadana argentina y finalmente fue condenada a ocho años de prisión. Estuvo presa en la prisión de La Coruña. Pasó por las cárceles de Santiago, Burgos y la cárcel de mujeres de Saturrarán. En febrero de 1940 se le abrió un expediente de responsabilidades políticas y le quitaron el título de maestra. En 1940 hubo orden de internarla en un hospital psiquiátrico. Consiguió huir a Venezuela a través del puerto de Burdeos y se reencontró con su marido y sus hijos. Murió en Caracas.